# 森のんの
森 のんの（もり のんの、1995年4月26日 - ）は、日本の元グラビアアイドル。フィットに所属していた。愛称はのんちゃん、アイドルサイボーグ。アイドルグループ『ヤンチャン学園 音楽部』、『SAY-LA』の元メンバー。神奈川県出身。現在は、キャバクラ嬢及びパーソナルフィットネスのトレーナーとして働いている。

## 略歴
『ヤングチャンピオン』（秋田書店）が主催するグラビアアイドルオーディション『ミスヤングチャンピオン』でグラビアデビュー。その後、音楽をメインに活動するアイドルグループ「ヤンチャン学園音楽部」に2期生として所属。
2015年2月28日をもってヤンチャン学園音楽部を卒業。同年3月にアイドルグループ「SAY-LA」に加入。担当カラーは、ピンク色。
2018年8月2日、『週刊ヤングジャンプ』（集英社）主催「サキドル エース SURVIVAL SEASON9」にエントリー。同誌表紙に登場。8月13日、SAY-LAとして「武道館アイドル博2018～1000人のアイドルと遊ぼう！～」（東京・日本武道館）に出演。
2020年9月27日をもってSAY-LAを卒業、事務所I-GETを退所した。10月にフィットに所属。グラビアアイドルとしての活動を再開し、復帰後初の本格的なグラビア撮影となった『週刊プレイボーイ』No.11（2021年3月1日発売、集英社）で、身長170cm・股下82cmのスタイルを活かしたハイレグや変形水着を披露。キャラクターチェンジを宣言した。
2021年11月13日、『ゴッドタン』（テレビ東京）に出演し、彼氏との夜の営みで“25分も口でして顎が外れた”と言う生々しい体験をお悩みとして告白し、「エビフライのひと」として劇団ひとりら出演者全員を爆笑の渦に巻き込むインパクトを残す。
2023年3月1日、元スルースキルズの辺見レナプロデュースの大人のアイドルグループVenus Parfait（ヴィーナス・パルフェ）結成を発表し、結成メンバーとなる。メンバーは元READY TO KISSの河合風花、一ノ瀬杏樹。元SAY-LAの森のんの。本業と並行で無理なく活動していく「アイドルとしてのセカンドキャリア」を目指すとしている。グループとしてはI-GET所属。
2023年8月31日、自身のSNSにて株式会社フィットとの契約満了のため退所したことを報告、「今後はまた別の業界で活躍できるよう努めていきたいと思っています」と芸能界引退を併せて報告。同年9月1日、自身のSNSにて、キャバクラで勤務すること、昼の時間帯はパーソナルフィットネスのトレーナーとして勤務することを報告。退所と同時にアイドルグループ・venus Parfaitも脱退している。

## 人物
- 趣味はアニメ鑑賞、漫画、ヒトカラ（1人カラオケ）、アメコミ、ホラー映画。特技はダンス（振り付けを覚えるのが早い）、バルーンアート。
- 自身のブログの記述からすれば妹がいる。
- アイドル時代はアイドルサイボーグを自ら公言しており、アイドル意識はグループ内で1番高かった。自身のアイドル像を妥協なく演じるため、常に口角を上げ、マイクを持つときは必ず小指を立てていた[7]。
- またアイドルサイボーグ時代から女性向け、男性向け問わずAV鑑賞を趣味にしており（セクシーはプロに学ぼうという考えから[13][14]）、グラビア活動では「膣キュン」できるものを目指すという[7]。
- グラビアアイドル時代はおへそをチャームポイントに挙げていた[15]が、2023年にはへそピアスを開けている。

## 出演

### テレビ
- 「全力坂」（テレビ朝日、2015年12月・2016年1月）
- 「お願い!ランキング」生放送自撮りNEWS（テレビ朝日、2016年3月）
- 「お願い!ランキング」AbemaTV お願い!ランキングチャンネル（テレビ朝日、2016年4月・2016年6月）微乳女子(Aカップ)として出演
- 「ゴッドタン」鬼越リベンジャーズ企画（テレビ東京、2021年11月13日）
- 「じっくり聞いタロウ〜スター近況（秘）報告〜」（テレビ東京、2025年2月6日）[16]

### ウェブ
- ニコニコ生放送「私立キュン×2学園」（2016年4月 - ）レギュラー出演
- AbemaTV FRESH!「ライブアイドル名鑑」（2016年7月）
- 給与明細（2021年12月6日[17]、12月20日[18]、2022年2月21日[19]、8月1日[20]、ABEMA）潜入ガール

### ドラマ
- 「MIDNIGHT HORROR TIME『都市伝説バスターNS』 哀しみのひきこさん「（チバテレビ、2016年2月）加川美乃 役
- 脚本芸人 第1夜・第2夜（2022年6月22日・23日、フジテレビ）

### 映画
- 「いっツー」（岡田和人監督、2014年）栄子 役

### その他
- AKIRA(ファッションモデル) 「歪ナ林檎ガ集ウ夜－AKIRA生誕祭2016－Live＆Fashion show」ブランド『malus14』ショーモデル（2016年2月13日）
- 「原宿POPUNITED presents IDOL FASHIONALIZM4」ALICE and the PIRATES ショーモデル（2016年5月）
- 「unsung hero」神袖トレーナーモデル（2016年10月）

## 作品

### DVD
- 開放（2021年4月21日、イーネット・フロンティア）
- non limit（2021年10月29日、エスデジタル）

## 書籍

### 雑誌
- 「漫画アクション」ミスアクション2016（双葉社、2015年8月）
- 「カススク125」 （造形社、2015年9月）
- 「ヤングアニマルNo.20」 （白泉社、2015年10月）
- 「BOMB」（学研、2015年10月）
- 「Option」表紙＆特別冊子表紙掲載（三栄書房、2016年1月）
- 「漫画アクション」ミスアクション2016ファイナリスト（双葉社、2016年1月）
- 「DVDヨロシク!」表紙（三和出版、2016年2月）
- 「ヨロシク!ザ☆ベスト」（2016年3月）
- 「カススク125」（造形社、2015年9月）
- 「YOUNG GUITAR」（シンコー・ミュージック、2016年5月）
- 「週刊プレイボーイ」（集英社、2016年7月）
- 「週刊プレイボーイ×TOKYO IDOL FESTIVAL2016ナツ・イチッ!～この夏、輝くアイドル全員集合～」（集英社、2016年7月）
- 「Gザテレビジョン」（KADOKAWA、2016年7月）
- 「ドカント」（2016年11月）

### 写真集
- 「SAY-LA 1st写真集 四年目の再始動 -FROM SHIBUYA-」（天使かよ！、2018年6月）